# Universitat de Duhok
La Universitat de Duhok (kurd: Zanîngeha Duhokê; àrab: جامعة دهوك, Jāmiʿat Duhūk) és una universitat ubicada a la ciutat de Duhok, al Kurdistan iraquià al nord de l'Iraq. Exerceix un paper vital en el desenvolupament de la comunitat per promoure el progrés socioeconòmic, cultural, científic i educatiu a la regió del Kurdistan.
La Universitat de Duhok va ser fundada el 31 d'octubre de 1992, després d'una resolució del Parlament del Govern del Kurdistan per a fer front a la creixent demanda d'educació superior a la regió. Les primeres facultats que es van establir en la universitat van ser la de Medicina i la Facultat d'Agronomia. Inicialment, la part Mèdica tenia 48 alumnes, mentre que el Col·legi d'Agricultura tenia 166.
L'any 2010 la UDD tenia 17 escoles i un Institut Superior de Planificació. Després d'aplicar una reforma a la regió del Kurdistan, en aquest mateix any, l'estructura de la universitat va canviar a un sistema de Facultats. Actualment té 9 facultats amb 18 escoles, més de 9.100 estudiants de pregrau i 660 estudiants de postgrau.